# ABBYY FineReader
ABBYY FineReader PDFは、ABBYYによって開発された光学式文字認識（OCR）アプリケーションであり、バージョン15以降のPDFファイル編集をサポートする。 プログラムの実行にはMicrosoft WindowsのV7以降、またはApple macOS 10.12 Sierra以降（PDF編集なし）が必要となる。
このプログラムは、画像ドキュメント（写真、スキャンした画像、PDFファイル）をMicrosoft Word、Microsoft Excel、Microsoft PowerPoint、リッチテキスト形式、HTML、PDF/A、サーチャブルPDF、CSV、およびテキスト（プレーンテキスト）ファイルなどの、編集可能な電子形式に変換する。バージョン11以降は、DjVu形式でも保存できるようになった。バージョン15では、192言語の文字認識をサポートし、そのうち48言語にスペルチェック機能が組み込まれている。
ABBYY FineReaderのユーザーは世界中で2,000万人を超える   。ABBYYは、FineReaderの光学式文字認識技術を、富士通、パナソニック、ゼロックス、サムスン などのいくつかの企業にライセンス供与している。